# Departamento de Piura
Piura es uno de los veinticuatro departamentos que, junto a la Provincia Constitucional del Callao, forman la República del Perú. Su capital y ciudad más poblada es la homónima Piura. El departamento de Piura se encuentra ubicado en la zona noroeste del país, abarcando su territorio zonas de la costa y sierra. Limita al norte con Tumbes y Ecuador, al este con Cajamarca, al sur con Lambayeque y al oeste con el océano Pacífico. Con 2 123 826 habitantes es el segundo departamento más poblado del Perú —solamente precedido por el departamento de Lima— y con una densidad demográfica 46,7 hab./km², el cuarto más densamente poblado, por detrás de Lima, Lambayeque y La Libertad. Fue creado políticamente el 30 de marzo de 1861.
Comprende una dilatada planicie en su mayor extensión —Costa— y una región montañosa menos extensa en la zona oriental del departamento —Sierra—. Desde la zona montañosa discurren los ríos Quiroz, Piura y Chira, que irrigan las excepcionales zonas cultivadas de la planicie costera, donde se extiende el bosque seco ecuatorial y el desierto peruano.
Entre los años 100 a. C. y 400 de nuestra era se desarrolló en el valle inferior del río Piura la cultura Vicús, vinculada a la precedente cultura Chavín; posteriormente la zona se incorporó a la influencia de la cultura Moche. Hacia el siglo XV habitaban la zona costera el pueblo tallán mientras que los guayacundos y bracamoros ocupaban la región de Ayabaca y Huancabamba. Durante el virreinato, fue en este territorio que surgieron expresiones mestizas como el tondero; más tarde en la época republicana fue origen de Miguel Grau Seminario, el héroe peruano más afamado. En la zona noroccidental se extraen petróleo y fosfatos.
En Piura nacen dos personajes militares destacados y ambos fueron presidentes del Perú: Luis Miguel Sánchez Cerro y Juan Velasco Alvarado.

## Historia
El departamento de Piura en el antiguo Perú, constituyó una dinámica zona de contacto cultural entre las áreas central y septentrional andina donde los pueblos nativos de Ecuador y Perú intercambiaron tecnologías, productos e ideologías. Como en muchos ejemplos del mundo antiguo, este rol generó también características propias que comenzaron a evidenciarse con los hallazgos de Vicús y Frías, rasgos de una particular identidad cultural reafirmada con las investigaciones arqueológicas de las últimas décadas, entre las cuales tiene la presente obra un especial y meritorio espacio. 
Los vestigios más tempranos hasta ahora conocidos en el departamento de Piura provienen de los trabajos realizados por J. Richardson III (1969, 1972, 1978) en la zona ubicada entre el río Chira y la Punta Rico, al norte de la Quebrada de Máncora. Richardson, con la excepción de su tesis inédita de 1969, sólo da datos muy escuetos sobre estas industrias, pero reconoce tres complejos líticos: Amotape (9500 - 6000 a. C.), Siches - Estero (6000 - 3000 a. C.) y Honda (3000 - 2000 a. C.). Para Amotape existen dos fechados, uno bastante temprano de 9250 +/- 115 a. C. y otro de 6175 +/-80 a. C., mientras que al Complejo Siches están asociadas siete dataciones que varían entre 6050 +/- 140 y 3655 +/- 95 a. C. El Complejo Honda cuenta con tres fechados entre 3235 i-/-105 a. C. y 2870 +/ -95 a. C. 
Otros sitios precerámicos fueron encontrados al sur del departamento, en la península de Illescas, por M. Cardenas (1978). Dos fechados provenientes de la quebrada de Chorillos (5590 +/- 90 a. C. y 5020 +/- 140 a. C.) concuerdan con los del Complejo Siches. Serían asociados a restos de campamentos temporales, con uso de "bolas" o "boleadoras", morteros, chancadores, lascas y núcleos así como fogones y restos de pescados y conchas (Anadara grandis y Anadara tuberculosa). Otros dos, obtenidos en Avíc (3230 +/- 90 y 2980 +/- 70 a. C.), serían contemporáneos del Complejo Honda. En este sitio lo más notable parece ser el hallazgo de una estructura construida de piedras toscas formando una plataforma con rampa de acceso y la presencia de vértebras de ballena, cerca del mar y de un manantial. Si se verifica el fechado asociado, se trataría de uno de los edificios más tempranos de la costa con posible arquitectura ceremonial. En los basurales predominan los huesos de mamíferos grandes que pueden ser mayormente de lobo marino. El descubrimiento anterior -hecho por L. Kostritski (1955) en Punta Shode, al norte de la península- de vasijas de piedras pulidas en asociación con sepulturas, aunque no fechado, parece confirmar la ocupación de la zona y la importancia del trabajo de la piedra al fin del período Precerámico.
Al pie de la parte noreste del cerro Ñañañique en la parte norte de Chulucanas, se extiende un gran asentamiento del Formativo, consistente en un complejo de plataformas con construcciones que han sufrido la fuerte erosión característica de la zona por las irregulares lluvias intensivas. Los trabajos efectuados han permitido la definición de construcciones e instalaciones de diversos tipos, algunas con evidencias de superposición. La indudable monumentalidad de esas estructuras y las dimensiones del sitio parecen convertir a Nañañique en centro de ubicación estratégica y ritual-mente "correcta" (cf. Kaulicke 1997) por sus vínculos con el cerro y su cercanía a la confluencia de los ríos Yapatera y Piura. La organización general, sin embargo, carece del ordenamiento simétrico de los centros más sureños; los edificios tampoco guardan una simetría estricta y las técnicas de construcción se emplean indistintamente también en aquellas más "domésticas". Parece, por lo tanto, que no se trata de una tradición diferente sino de manifestaciones algo marginales, "imitadas" de centros más estructurados de los valles y la sierra marítima más hacia el sur (Huaca Santa Lucía en La Poma o Pacopampa en la sierra de Cajamarca). 
Entre el 500 a. C. y el 500 d. C. se desarrolló la cultura Vicús que se extendió por el norte hasta los cantones sureños del Ecuador, y por el sur hasta el departamento de Lambayeque. Su cerámica de gran plasticidad llamó mucho la atención de arqueólogos y coleccionistas, que la vinculan con las culturas Salinar, Virú-Gallinazo y Mochica. Sus tumbas profundas y sus rasgos de forma y decoración la vinculan con las culturas regionales del Ecuador y Colombia. Su área de influencia se extendió desde Tambogrande y Salitral (parte alta del río Piura), hasta el norte en las provincias de Morropón, Ayabaca, Huancabamba y la Sierra Sur de Ecuador. Por el sur llegó hasta el departamento de Lambayeque.
Después, aparecieron etnias que establecían disputas entre ellos para el dominio de territorios y manifestar así su poderío frente a los demás, como son
- Los Tallanes, que constituyeron un conglomerado de etnias; los diversos grupos que lo compusieron fueron apareciendo en periodos distintos de tiempo, procedentes de la sierra ecuatoriana, la selva y de gentes provenientes por mar. Este largo abarcó desde el 100 a. C. hasta el 700 d. C., naciendo como “nación” en el siglo VI d. C., logrando su desarrollo entre los años 700 o 900 d. C. y su época de esplendor abarca entre el 1100 d. C. y 1500 d. C. Los tallanes estaban organizados en parcialidades, en la que todos sus miembros se dedicaban a una misma y única actividad, principalmente la agricultura y la pesca. Luego mediante trueque con las parcialidades vecinas obtenían lo necesario para vivir. Esta necesidad de otros para subsistir permitió primero a los chimúes y luego a los incas imponer su dominio sobre ellos. Aunque debido al poco tiempo transcurrido entre la conquista quechua (1470) y la llegada de los españoles (1532) no llegaron a ser quechuaizados completamente, lo que nos permite conocer con mucho detalle cual era su modo de vida.

- Los huancapampas (Huancabamba), que moraban entre la cadena occidental y el ramal andino de Tabaconas. Ofrecieron dura resistencia a la presencia inca al mando de Túpac Yupanqui, siendo duramente castigados y sus monumentos derruidos, de lo que resulta la actual escasez de testimonios de su cultura originaria. Para los incas, esta localidad adquirió gran importancia política, siendo poblada con numerosos grupos de mitimaes y, según cuenta Pedro Cieza de León (1553), los incas erigieron “una agraciada fortaleza y un templo del sol” y construyeron un camino de ancha traza que conducía a Quito hacia el norte y empalmaba con el camino a Cajamarca hacia el sur.

- Los bracamoros, que estaban entre las regiones de Huancabamba y Jaén, posiblemente provenientes de la Amazonía. Concuerdan los cronistas acerca de su bravura, que les permitió vencer a dos expediciones de conquista incaicas. Eran una cultura fluvial, con distintos asentamientos ribereños y una arquitectura característica. Sus testimonios más importantes en zona andina están ubicados en territorio actualmente cajamarquino.

Durante la época inca, Piura estuvo dividida, organizada y controlada por una red de centros ceremoniales y administrativos distribuidos a lo largo de los dos caminos. Aldana (1994: 53-54) y Diez indican los siguientes centros: Aypate, Caxas y Poechos (Piura) y Cabeza de Vaca (Tumbes). Hocquenghem (1998: 180) sostiene que los centros de la costa piurana fueron: Tumbes, Guineal, Poechos y Piura la Vieja, mientras que los serranos: Caxas, Aypate y Huancabamba. Por su parte, Astuhuamán (1999: 39-41) plantea que los centros de la sierra piurana fueron: Caxas, Aypate, Huancabamba, Mitupampa. Estos centros tuvieron funciones políticas, administrativas, militares y de supervisión, controlando a los grupos étnicos que poblaban la provincia. Todos ellos, al estar localizados cerca al Qapac Ñan tenían mucha conexión entre sí y con Cusco. Estos centros se localizaban bajo la tutela de un Apu; de esta manera su ubicación adquiría sentido simbólico-ritual-espacial: Huancabamba (río), Mitupampa (cerro), Caxas (río), Aypate (cerro) y Calvas (río).
Los hispanos llegaron a las costas de lo que es hoy el departamento de Tumbes. Sin embargo, viendo Francisco Pizarro que Tumbes no era lugar apropiado para establecer su base de operaciones, decidió seguir viaje al sur en busca del lugar ideal para establecerse. Este sitio lo encontró en el valle de Tangarará a orillas del río Chira. Allí, el 15 de agosto de 1532 fundaron la primera ciudad española que se erigió en el Perú, a la que llamaron "San Miguel", recibiendo su escudo de armas el 12 de julio de 1537; en la actualidad la ciudad cumple el rol de principal centro comercial, administrativo y de servicios del departamento de Piura. Existen diversas versiones sobre los motivos de esa denominación, señalando unos que fue porque se fundó el día de San Miguel, mientras que otros afirman que Pizarro quiso agradecerle un milagro al santo o que fue por el mercedario Fray Miguel de Orenes. En ella permanecerá hasta el 24 de septiembre, antes de partir, camino de la Sierra, a su encuentro con Atahualpa en Cajamarca. Camino de esta última, entre el 27 de septiembre y 7 de octubre, permanecerá según las fuentes en un poblado tallán situado en el lugar donde dos años más tarde sería trasladada la ciudad de San Miguel.
Cuando el virrey Francisco de Toledo el 22 de diciembre de 1574 reorganizó los corregimientos de indios (o de naturales), que habían sido creados por el gobernador Lope García de Castro en 1565, dispuso que los corregimientos de Cajamarca, Chicama y Chimo o Chiclayo, Piura y Paita, Santa, y Saña dependieran del Corregimiento de españoles de Trujillo y los corregimientos de Cajamarquilla, Los Pacllas, y Luya y Chillaos dependieran del de Chachapoyas. Todos en el distrito de la Real Audiencia de Lima. En 1611 Los Pacllas fue anexado a Chachapoyas, en 1635 Chicamo o Cliclayo fue anexado a Saña y en 1773 Luya, Chillaos y Lamas fue anexado a Chachapoyas.
El 24 de marzo de 1614 fue establecido el Obispado de Trujillo con los corregimientos de: Trujillo, Cajamarca, Chiclayo, Piura y Paita, Saña, Los Pacllas, Cajamarquilla, Luya y Chillaos, y Jaén de Bracamoros. En 1759 el corregimiento de Huamachuco fue formado del de Cajamarca.
Los corregimientos fueron suprimidos en 1784, por el rey Carlos III y reemplazados por las intendencias. Con el territorio del Obispado de Trujillo (excepto Jaén de Bracamoros) se creó la Intendencia de Trujillo. Los corregimientos pasaron a ser partidos de la intendencia.
El sistema de intendencias fue establecido en el Virreinato del Perú mediante la orden real de 5 de agosto de 1783, siendo aplicada la Real Ordenanza de Intendentes del 28 de enero de 1782. El primer intendente de Trujillo fue Fernando de Saavedra, quien asumió en 1784, nombrado por el virrey a propuesta del visitador general Jorge Escobedo y Alarcón y aprobado por el rey el 24 de enero de 1785.
Fue parte de la Intendencia de Trujillo que llegó a tener nueve partidos que fueron: Trujillo, Saña, Piura, Cajamarca, Huamachuco, Chota, Moyobamba, Chachapoyas, Jaén y Maynas, este último partido anteriormente conformaba los departamentos de lo que hoy se conoce como Departamento de San Martín, Ucayali y Loreto, siendo la Intendencia de Trujillo la más grande del Virreinato del Perú, es decir casi todo el norte del Perú actual; su primer intendente fue Fernando Saavedra de 1784 a 1791. Después de este le seguirían Vicente Gil de Taboada (1791-1805 y 1810-1820), Felice del Risco y Torres (provisional) (1805-1810) y el marquéz de Torre Tagle (1820), quien dirigió la independencia de la Intendencia.
Desde 1791 hasta 1802, se vivió en Piura una severa sequía que arruinó la producción agrícola. Joaquín Helguero anota en su Informe Económico de Piura (1802), que durante esos años se secaron los algarrobos, alimento del ganado y los hacendados habían llegado a situaciones extremas. Después de esta prolongada sequía se sucedieron lluvias que permitieron la recuperación del sector agrícola piurano. 
El 1 de febrero de 1814 se produjo un fuerte terremoto que arruinó la infraestructura de la ciudad de Piura y de las haciendas piuranas. Este desastre natural fue seguido de lluvias torrenciales que generaron el crecimiento del caudal del río Piura y que arruinaron una vez más las cosechas. Después de estas inundaciones el río Piura y sus afluentes el Sangar, Corral del Medio, Talandracas, de las Damas, Gallegas y Juntas volvieron a su cauce normal permitiendo la recuperación de la agricultura. Las haciendas Yapatera, Santa Ana, Morropón y Bigote, aledañas a estos ríos tenían agua propia, por tanto su producción en tiempos normales, se incrementaba considerablemente. Estas haciendas hacían valer sus derechos preferenciales para aprovechar primero las aguas del río Piura, provocando la demora del agua en la parte baja de Piura. 
En 1820, con las incursiones de los almirantes Brown y Cochrane de la expedición libertadora de José de San Martín, la población piurana se suma a la causa libertadora, llegando el 4 de enero de 1821 a proclamar la independencia en el atrio de la Iglesia San Francisco. La proclama fue una gesta encabezada por los próceres José de Lamas, Tomás Cortés, Baltasar Taboada, los hermanos Seminario y otros. De igual forma, la división Piura de 1000 hombres contribuyó victoriosamente en la independencia de Ecuador, tomando parte en la batalla de Pichincha, el 24 de mayo de 1822.

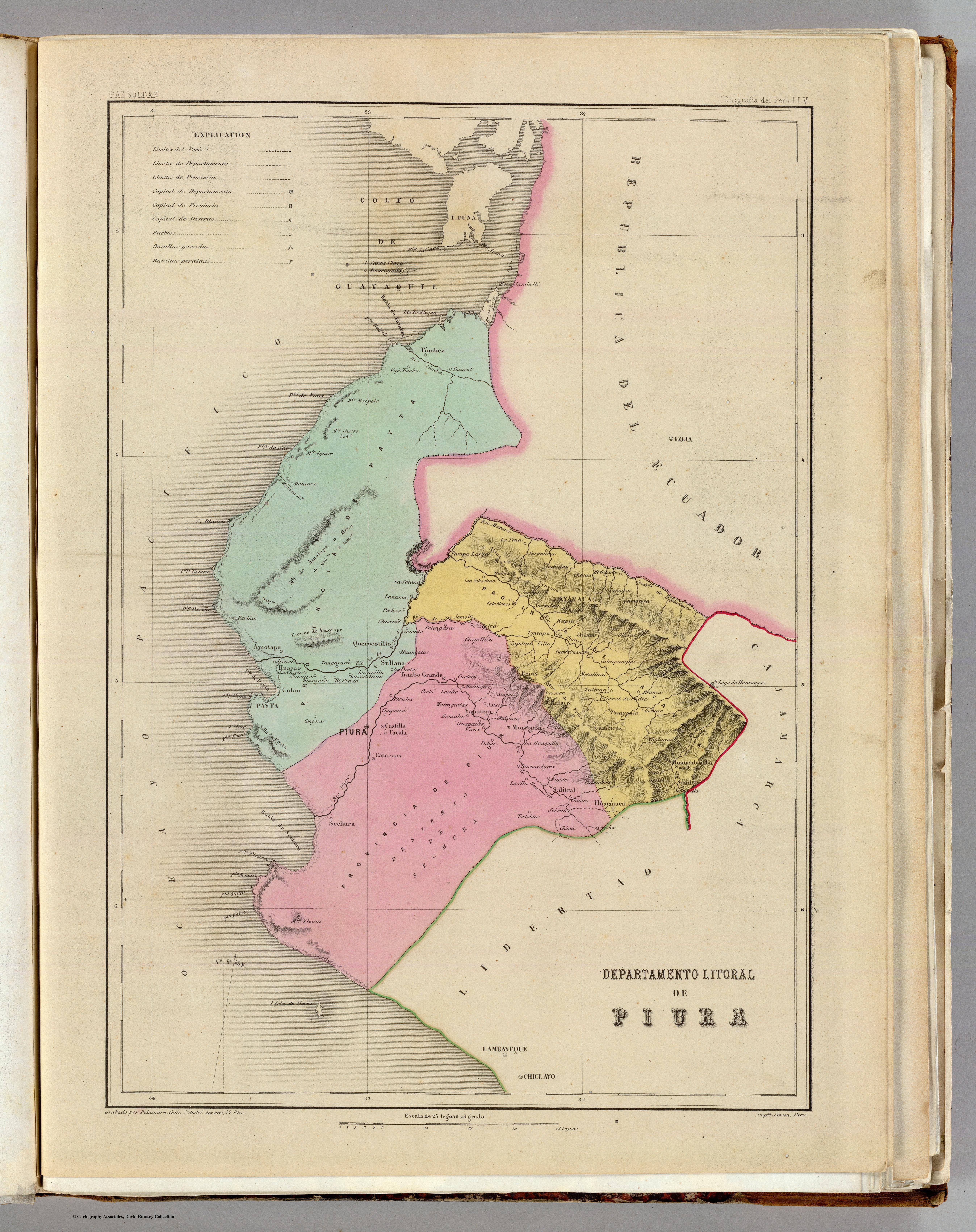
Mapa del Departamento Litoral de Piura (1865).

El 30 de enero de 1837 fue elevada a la categoría de Provincia Litoral. Durante los primeros años de la vida republicana, los piuranos tomaron partido por los diferentes movimientos políticos que se daban en aquella época, llegando a ser escenario de reñidas luchas por uno u otro caudillo.
En 1861 se crea el Departamento de Piura con tres provincias: Piura, Paita y Ayabaca. El 14 de enero de 1865, Huancabamba se convierte en la cuarta provincia.
Durante la Guerra del Pacífico, el almirante Miguel Grau, nacido el 27 de julio de 1834, se convirtió en héroe durante la gesta de Angamos, demostrando el amor por su patria y la nobleza de su corazón.
En los años de la República, el progreso material del departamento no corrió parejo con el desarrollo de su riqueza agrícola, una de las más desarrolladas del país.
Las investigaciones arqueológicas en la región de Piura, se iniciaron a partir de 1911, cuando Charles B. Brown descubrió e inició el estudio de varias evidencias procedentes de asentamientos líticos en la zona de Sicches (Talara). Sin embargo, a diferencia de los otros espacios insertos en el área cultural de los Andes Centrales, en los que se observan relaciones o rasgos comunes, en Piura los vestigios arqueológicos prehispánicos son más bien escasos, o en el mejor de los casos, ocultos. 
La situación existente en Piura antes de que sea declarada como zona de Reforma Agraria (1969), se caracteriza por: A) La diferencias en la posesión de la tierra, una mayor parte del territorio productivo estaba concentrado en pequeños sectores de hacendados. B) Crisis económica del agro piurano, debida a una baja en la producción motivada por las sequías desde el año 1965 y la devaluación económica de 1967. A ello se agregó la limitación de la exportación del algodón y su reemplazo por fibras sintéticas. C) Falta de tecnificación agrícola, la cual se evidenciaba principalmente en la sierra de Piura, en donde no se diferenciaba el desarrollo tecnológico entre las comunidades campesinas y los pequeños propietarios. D) Carencia de créditos de financiamiento para el agro, pues cada vez los créditos eran más escasos y difíciles. E) Escasa disponibilidad de tierras con riego, esta situación se agudizaba por el aumento de la densidad demográfica, y F) Débil estructura organizativa del campesinado, no existían grupos «de presión» importantes del campesinado. La Federación Departamental de Campesinos de Piura (FEDECAP), así como las comunidades campesinas, cooperativas y sindicatos, no constituían organizaciones representativas ni aglutinaban a la mayoría del campesinado del departamento piurano. Sin embargo, la aplicación de la Reforma Agraria en el norte peruano fue irregular, puesto que los complejos agroindustriales de la Libertad y Lambayeque fueron rápidamente afectados por las medidas mientras que en el departamento de Piura la situación era diferente, pues aún de meses de promulgada la ley, y a pesar de habérsela declarado como zona de Reforma Agraria (D.S. 210-69-AG) ésta no se aplicaba, generando clima de malestar en el campesinado, en contraparte con el grupo de terratenientes quienes habían señalado que «las nuevas leyes (…) traerán el cambio que hemos anhelado largamente». 
En la década de 1980, el departamento conoció un ascendente y pujante desarrollo comercial, industrial y socioeconómico, a pesar de haber sido devastado en el desastre de 1983, como consecuencia del fenómeno del Niño, manifestado en torrenciales lluvias durante seis meses que afectaron su industria, comercio y su infraestructura urbana.

## Geografía

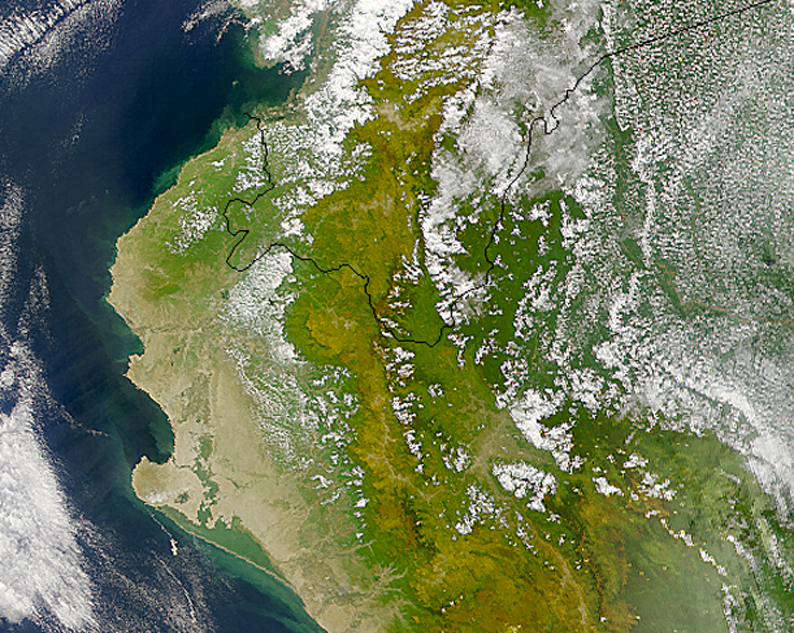
Vista satelital del departamento de Piura (NASA).

Piura se encuentra ubicado próximo a la línea ecuatorial, a unos 4°4′50″ por debajo de ésta y entre las longitudes 80°29′30″ O y 81°19′36″ O.

### Orografía
En el departamento de Piura, se presentan dos sistemas orográficos: el de los Cerros de Amotape al noroeste, de baja altitud y una porción de la cordillera de los Andes de recorrido norte-sur en el tercio oriental de esta circunscripción, y entre ellos se extiende una amplia llanura que domina la mayor proporción de la geografía, que configura la porción llana más ancha de la costa peruana.
- Abras: Surotipe (a 3100 m s. n. m.), Peña Blanca (a 2980 m s. n. m.) en Ayabaca, y el Paso de Porculla (a 2137 m s. n. m.) en Huancabamba que es el punto más bajo de toda la cordillera de los Andes.

### Clima

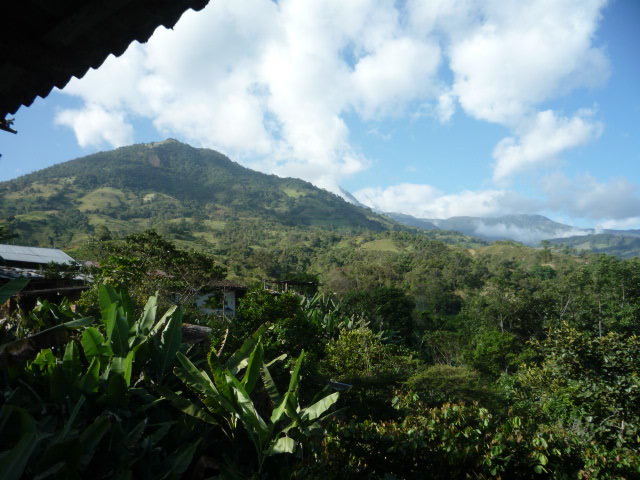
Tarde en el distrito de Santo Domingo (Morropón).

Debido a su proximidad con la línea ecuatorial, la costa de Piura tiene un clima cálido durante todo el año. La temperatura promedio es de 26 °C. El clima costeño presenta tanto características de clima tropical en zona yunga y de sabana tropical a nivel del mar. Este clima se le conoce también por seco tropical o bosque seco ecuatorial. Es un clima parecido a la de la una sabana tropical. La temperatura máxima puede alcanzar los 40 °C y la mínima los 15 °C. En la zona costera sur del departamento, colindando con el Departamento de Lambayeque, existe un clima semi desértico. La sierra piurana tiene un clima húmedo subtropical y templado con un promedio anual de 15 °C.

### Hidrografía
La hidrografía piurana se encuentra definida principalmente por el volumen de las precipitaciones provenientes del océano Pacífico, a su vez determinadas por el encuentro de dos corrientes marinas: la fría corriente de Humboldt de 13 a 19 °C, con la cálida del Niño de 21 a 27 °C, encuentro que ocurre en la costa sur del departamento, a altura de la bahía de Sechura.
Este fenómeno hace que la temperatura del mar Piura sea variante y fluctúe en los 18 y 23 °C, durante los meses de invierno y primavera; y entre los 23 y 27 °C durante el verano (a veces en el otoño con la extensión del verano).
La humedad promedio anual es de 66%, la presión atmosférica media anual es de 1008,5 hPa en tanto que los vientos que siguen una dirección al sur tienen una velocidad promedio de 3 m/s. Las precipitaciones pluviales también muestran variaciones. En la costa generalmente baja dentro de los 100 y 500 m s. n. m. oscilando en esta parte entre 10 y 200 mm; entre los 500 y 1500 m s. n. m., las precipitaciones llegan entre los 200 y 800 mm y en la zona ubicada sobre los 1500 m s. n. m. el promedio de precipitaciones pluviales es de 1.550 mm.
La baja humedad de la región configura la región como un territorio mayormente seco. Las precipitaciones se concentran mayormente en las zonas altoandinas, mientras que en la gran llanura las únicas fuentes importantes de agua son los ríos estacionales del norte – el Chira y el Piura– mientras que en la mitad sur de la amplia llanura piurana se emplaza el extenso desierto de Sechura que está cubierto de vegetación herbàcea.
Los ríos más importantes son:
- Piura que nace en la sierra de Huarmaca, a 3 600 m como río Huarmaca, en la divisoria de la cuenca del río Huancabamba, en la provincia del mismo nombre, donde inicia su recorrido cruzando las provincias de Morropón y Piura. Su cauce de 280 km tiene una dirección general de sur a norte, con curvatura desde la quebrada San Francisco hasta la caída de Curumuy, (donde se produce el aporte de un caudal regularizado por la represa de Poechos) luego en dirección suroeste hasta llegar a su desembocadura al océano Pacífico, en la bahía de Sechura, a través del estuario de Virrilá. La cuenca hidrográfica del río tiene una superficie aproximada de 12.216 km² y su pendiente media entre la laguna Ramón y la ciudad de Piura es de 0,03%, y entre Piura y Tambogrande de 0,08%. Aquí termina lo que comúnmente se denomina parte baja de la cuenca. La cuenca media se extiende entre Tambogrande y la confluencia del río San Martín. Las pendientes entre Tambogrande y Malacasí son del 0,13%, y entre Malacasí y el punto de confluencia del río Piura y San Martín 0,35%. Sus afluentes a partir de la cota 300 m, tienen una pendiente media del 10%, llegando en las partes altas hasta el 15%, en lo que se configura la parte alta de la cuenca.

- Chira que nace en el nudo de Loja a más de 3 000 m con el nombre del río Catamayo, y después de recorrer 150 km se une con el río Macará donde toma el nombre de río Chira, recorre 50 km, en el límite entre Perú y Ecuador hasta encontrarse con el río Alamor continuando en la dirección suroeste en territorio peruano hasta su desembocadura en el mar, después de haber recorrido 300 km aproximadamente. El caudal de aguas regulares almacenadas en la represa de Poechos alimenta la mayor parte de los valles costeros de la región en una extensión que supera las 150,000 hectáreas, mientras que las aguas de sus tributarios los ríos Quiroz y Chipillico se almacenan en la represa de Los Cocos beneficiando la colonización de San Lorenzo y el valle del Medio Piura. La cuenca de este río tiene una área de drenaje total de 19.095 km² hasta su desembocadura; de este total, 7.162 km² están en Ecuador, y 11.933 km²  en Perú. Su cuenca húmeda es de aproximadamente 9.500 km². La longitud del río es de 168 km y los 300 km corresponden al sistema Chira-Catamayo

### El Niño
El fenómeno de El Niño ocurre cuando las aguas marinas sobrepasan los 25 °C durante periodos más largos que el transcurso del verano. El departamento de Piura es la región del mundo más afectada por este fenómeno debido a su frágil situación geo-climática, que se caracteriza por lo siguiente: la presencia de una cadena Andina relativamente baja que permite la presencia de nubes calientes amazónicas, mar caliente durante la primavera y el verano, mar frío durante el invierno-otoño, y una yunga costera extensa en comparación al resto de regiones costeñas impidiendo la condensación nubosa. Estos factores hacen que Piura tenga que cambiar de cosechas y tipo de pesca cada cierto tiempo e inclusive durante el transcurso del año.
Durante el fenómeno la costa y sierra piurana cambia de tiempo periódicamente; resultando en que las temperaturas altas veraniegas permanezcan durante todo el año. Estas fomentan las intensas lluvias que van modificando el aspecto desértico de la costa sur de Piura (Sechura) hacia un tupido bosque seco ecuatorial (llamado también ecuatorial) que es más común hacia el centro y norte de la región, el cual es cubierto por los famosos algarrobos, zapotales y guayacanes.

### Ecología
Piura tiene características propias y variables dependiendo de donde uno se ubique. Posee cordillera Andina, selva alta, páramo, bosque seco ecuatorial, valles tropicales formado por ríos que pertenecen a la cuenca de la selva alta o Amazonas, desiertos subtropical del Pacífico (al sur) y es una zona de permanente interacción entre las corrientes marinas frías de Humboldt como calientes del Niño durante todo el año.
El verano va desde diciembre a abril, es muy caluroso y más húmedo que el resto de meses, con temperaturas a veces insoportables en la ciudad, las lluvias son comunes durante esta época, especialmente durante las noches. Las temperaturas máximas en la costa pueden llegar a los 40 °C y con una sensación térmica mayor debido a la humedad proveniente de vientos de la cálida corriente de El Niño que por esas épocas influye en el hábitat, otorgando temperaturas promedio que oscilan entre los 36 y 26 °C durante el verano.
La temperatura mínima es de 15 °C y se registra durante las noches invernales de junio a agosto. Las noches son más frescas, secas y ventosas debido a la influencia de la fría corriente de Humboldt que desvía la corriente cálida ecuatorial hasta diciembre, aunque en esta región, la temperatura diurna invernal, rara vez baja de los 25 °C. Entre los meses de otoño (mayo) y la primavera (octubre y noviembre), la temperatura oscila entre los 32 y 19 °C

## Cultura

### Ayahuacas
A los antiguos ayahuacas (el nombre alude a “santuario de la muerte”), se les recuerda por su espíritu beligerante, renuente a aceptar la autoridad de un jefe supremo ni siquiera entre sus propias poblaciones. Para defender sus territorios se confederaban temporalmente, pero no pudieron ofrecer suficiente resistencia al ejército inca.
Fueron sometidos por el Inca Túpac Yupanqui tras un prolongado enfrentamiento de varios meses, que incluyó, según el historiador piurano Héctor Cevallos (1962), el exterminio de veinte pueblos del valle del Alto Piura. El sitio de Aypate, construido por orden del Inca y cerca de la actual ciudad de Ayabaca, es de factura inca del más puro estilo Cusco Imperial.
Pertenecen en cambio a los propios ayahuacas los petroglifos de Samanga, cuyos trazos tienen similitud con la iconografía Chavín cuyo horizonte civilizador también llegó a estas tierras.

### Huancabamba
Los huancabamba moraban entre la cadena occidental y el ramal andino de Tabaconas. Ofrecieron una dura resistencia a la presencia inca, siendo duramente castigados y sus monumentos derruidos, de lo que resulta la actual escasez de testimonios de su cultura originaria.
Para los incas, esta localidad adquirió gran importancia política. Fue poblada con numerosos grupos de mitimaes y, según cuenta Pedro Cieza de León (1553), los incas erigieron “una agraciada fortaleza y un templo del sol” y construyeron un camino de ancha traza que conducía a Quito hacia el norte y a Cajamarca hacia el sur.
Cieza añadió que la Huancabamba inca llegó a ser un importante centro de reverencia y tributo: "De la comarca de estas regiones venían a adorar a este templo y a ofrecer sus dones; las mujeres vírgenes y sus ministros que en él estaban eran reverenciados y muy estimados, y los tributos de los señores de todas las provincias se traían aquí".

### Bracamoros
Los bracamoros o pacamoros estaban entre las regiones de Huancabamba y Jaén, posiblemente provenientes de la Amazonía. Concuerdan los cronistas acerca de su bravura, que les permitió vencer a dos expediciones de conquista incaicas.
Eran una cultura fluvial, con distintos asentamientos ribereños y una arquitectura característica. Sus testimonios más importantes en zona andina están ubicados en territorio actualmente cajamarquino en cuanto a las obras en piedra pero lo principal está en el departamento de Piura.

### Tallanes
El territorio de la provincia de Piura presenta vestigios que sin lugar a dudas, pertenecen a tiempos muy remotos, hasta el extremo de haber inducido a algunos estudiosos a pensar que en esta parte del Perú, podría encontrarse la fase más antigua del hombre de la costa del Pacífico sur.
Los tallanes o yungas fueron los primeros pobladores de Piura. Procedieron de la sierra durante una época no precisada y vivieron en behetrías en lo que ahora los valles de Chira, Medio y Bajo Piura, y fueron poblaciones con organización en clanes o grandes familias pero no tenían centralización ni jefe único. Establecieron complejo sistema de aldeas a lo largo de los ríos, aprovechando la complementariedad que permite la diversidad de cultivos y de recursos entre las tierras altas y los valles costeros en intercambio este oeste, de fácil comunicación en esta parte de los Andes septentrionales. El comercio sur norte ya era práctica antigua atestada por el tráfico de "Mullu" (Spondylus) y el uso de "hachas moneda" de cobre. En los primeros siglos de nuestra era recibieron cierta influencia de la civilización mochica que por su parte estaban organizados en pequeños señoríos que luchaban entre sí, y destaca en el horizonte del antiguo Perú por ser muy refinada su orfebrería y cerámica. Los tallanes eran excelentes agricultores. Muy cerca de la llegada de los europeos los tallanes fueron sometidos por los chimúes, que les permitieron conservar su organización y su lengua. Se presume que cuando los chimúes estuvieron acosados por los incas, los Tallanes lograron una suerte de autonomía. Serían conquistados durante el gobierno de Inca Yupanqui o Túpac Inca Yupanqui, unos cuarenta años antes de la llegada de los españoles.

### Vicús
El valle del Alto Piura, en la provincia de Morropón, se desarrolló hace más de dos mil años la civilización Vicús, de la que se encontraron muchas tumbas mas no restos arquitectónicos, presumiblemente afectados por los sucesivos fenómenos de El Niño que con cierta regularidad se presentan en nuestra región. Su cerámica, de gran plasticidad, llamó mucho la atención de arqueólogos y coleccionistas pues representaban escenas cotidianas, personas, animales, casas, templos, palacios, en expresión muy naturalista. La colección de don Domingo Seminario Urrutia, actualmente de propiedad del Banco Central de Reserva del Perú, cuenta con muchísimos ceramios de esta civilización. Se ha descubierto recientemente los ventigios de un gran canal que permitía irrigar más de treinta mil ha de tierras de cultivo en la cota más alta de la margen izquierda del río Piura. Los Vicús también eran agricultores.

### Imperio Incaico
El Imperio de los Incas, con el Inca Túpac Yupanqui, inició la conquista de la región sometiendo a los Ayahuacas y a los Huancapampas, que habitaban las regiones que forman hoy las provincias de Ayabaca y Huancabamba luego de quebrar su fuerte resistencia. No dejaron mayor huella cultural en la costa pero sí en la sierra pues el Inca construyó fortalezas como la de Chulucanitas y la de Aypate para vigilar el camino Huancabamba-Ayabaca-Tomebamba-Quito y ordenó masivos desplazamientos de poblaciones fuera de la región sustituyéndola por los "Mitimaes" o colonizadores.

### Conquista española, fundación de la capital y otros pueblos
Durante la conquista, en 1532, Francisco Pizarro llegó a la región buscando un sitio adecuado para establecerse, encontrándolo en el Valle de Tangarará, a orillas del río Chira. Allí fundó la primera ciudad española en el hemisferio sur que se erigió en el Perú, a la que llamó San Miguel de Tangarará. Después de dos años y agobiada por la malaria, la población migró al valle del Alto Piura refundándola en las inmediaciones de la actual hacienda Monte De Los Padres en donde permanecieron alrededor de cuarenta años prosperando, pues había buenas tierras de cultivo, pero al cabo, y luego de soportar enfermedades a la vista presumiblemente provocadas por un Mega Niño, en 1571 se trasladaron al actual puerto de Paita fundado San Francisco de la Buenaesperanza de Paita: siendo el puerto habitado más antiguo del Perú hoy en día.
En 1587 el puerto de Paita, muy importante desde el virreinato, fue saqueado e incendiado por piratas y en 1588 los sobrevivientes volvieron a fundar la ciudad en el asiento del Chilcal, en la actual ciudad de Piura, junto a la presa de cal y canto de Tacalá en la cabecera del valle del Bajo Piura.

### Consolidación de la República
Durante el virreinato el puerto de Paita fue esencial en el comercio con la metrópoli europea. En 1820 la población piurana se sumó a la causa independentista, y el 4 de enero de 1821 proclamaron su independencia, culminando la gesta independentista del Norte Peruano con la Independencia de Paita el 14 de enero de 1821.
El 8 de octubre de 1879 el héroe paiteño Miguel Grau Seminario (el "Caballero de los Mares") ofrendó su vida valerosamente al frente del "Huáscar" en el transcurso del combate naval de Angamos durante la guerra con Chile.

### República
En los años de la República, el progreso material de la región ha corrido parejo con el desarrollo de su riqueza agrícola, una de las más desarrolladas del Perú.
El puerto de Paita es el segundo en importancia en el país.
Sólo en los últimos años Piura, la capital de la región, ha comenzado una etapa de transformación urbana que hace prever que dentro de algunos años, será una de las ciudades más importantes del país.

## División administrativa

Mapa político de departamento de Piura

Con 35 657.50 km², la cual equivale al 3% del territorio total del Perú, Al año 2020, el departamento de Piura cuenta con una población de 2 047 954 habitantes, según el INEI. Este departamento está dividido en ocho provincias y tiene un total de 65 distritos.
Las provincias de este departamento son las siguientes:
| Ubigeo | Provincia   | Capital             | Distritos | Superficie km² | Altitud m s. n. m. | Población 2017 |
| ------ | ----------- | ------------------- | --------- | -------------- | ------------------ | -------------- |
| 2001   | Piura       | San Miguel de Piura | 10        | 6 076.79       | 36                 | 799 321        |
| 2002   | Ayabaca     | Ayabaca             | 10        | 5 221.39       | 1 933              | 119 287        |
| 2003   | Huancabamba | Huancabamba         | 8         | 4 267.36       | 1 933              | 111 501        |
| 2004   | Morropón    | Chulucanas          | 10        | 3 793.14       | 92                 | 162 027        |
| 2005   | Paita       | Paita               | 7         | 1 728.71       | 2                  | 129 892        |
| 2006   | Sullana     | Sullana             | 8         | 5 458.93       | 64                 | 311 454        |
| 2007   | Talara      | Talara              | 6         | 2 799.49       | 5                  | 144 150        |
| 2008   | Sechura     | Sechura             | 6         | 6 311.69       | 15                 | 79 177         |

## Población
Desde el censo de 1981, Piura ha pasado a ser el segundo departamento del Perú en lo que a número de habitantes se refiere; ello, a pesar de que en los últimos cuarenta años su población se multiplicó ligeramente menos (por 2,36) que el conjunto del Perú (por 2,57). Su densidad poblacional es, por ello, la cuarta del país, con 45,58 habitantes por km², solo por debajo de Lima, Lambayeque y La Libertad. La distribución de esta población es desigual. Como casi siempre sucede, la provincia capital concentra, de modo creciente, un alto porcentaje de ella (37,53%, en 2002), seguida por Sullana, ubicada en el fértil valle del Chira. La gran mayoría de sus habitantes (74,4%) vive en zonas urbanas, la provincia de Ayabaca tiene un 91,2 de población rural. la población es de 377 498
- Población:

- Total: 1.615.722 hab.(al censo 2007)

- Hombres: 752.414 (al censo 2005)
- Mujeres: 773.973 (al censo 2005)

### Ciudades más pobladas
A continuación una tabla con las principales ciudades del departamento de Piura:

## Autoridades

### Regionales
- 2019-2022[17]
  - Gobernador Regional: Servando García Correa, del Movimiento Independiente Fuerza Regional.
  - Vicegobernador Regional: Marco Antonio Purizaca Pareja, del Movimiento Independiente Fuerza Regional.
  - Consejeros:

  1. Piura:
    - Alfonso Llanos Flores (Partido Democrático Somos Perú)
    - José Antonio Lázaro García (Movimiento Independiente Fuerza Regional)
    - José Luis Morey Requejo (Región para Todos)

  2. Ayabaca: Rolando Saavedra Flores (Movimiento Independiente Fuerza Regional)
  3. Huancabamba: Jorge Alejandro Neira García (Movimiento Independiente Fuerza Regional)
  4. Morropón: Víctor Manuel Chiroque Flores (Partido Democrático Somos Perú)
  5. Paita: Félix Abelardo Maldonado Chapilliquen (Región para Todos)
  6. Sullana:
    - José María Lecarnaque Castro (Región para Todos)
    - Leónidas Flores Neira (Movimiento Regional Seguridad y Prosperidad)

  7. Talara: Yasser Kenneth Arambulo Abad (Movimiento Regional Seguridad y Prosperidad)
  8. Sechura: Virgilio Laureano Ayala Jacinto (Alianza para el Progreso)

### Religiosas
- Arzobispo de Piura: Mons. José Antonio Eguren[18]

## Economía
La minería de (hierro, sal y fosfatos) y la extracción de petróleo (que equivale al 33% de la producción nacional del Perú) son muy importantes. Además, existe una producción minera de potasio, cobre, plomo, plata, carbón azufre, bentonita y baritina
En el departamento de Piura se produce algarrobos, sorgo, arroz, maíz amarillo, maíz amiláceo, plátano, coco de pipa, limón, yuca, mango y otros frutales.
Piura es el cuarto departamento productor de aves del Perú. La producción pesquera del departamento se destina principalmente a harina de pescado. Hay, asimismo, una buena producción de fertilizantes.
El 30% del pescado para consumo humano en todo el Perú desembarca por las numerosas caletas piuranas, y existe numerosos criaderos de peces tropicales. También hay fabricación de parqué para pisos, y son importantes las centrales hidroeléctricas de Culqui, de Poechos y de Curumuy. Por estas razones el departamento de Piura es la sexta economía más grande del país con futuro a convertirse en una de las más grandes de la costa peruana por su alto y desarrollado desempeño en los últimos 7 años.

## Atracciones

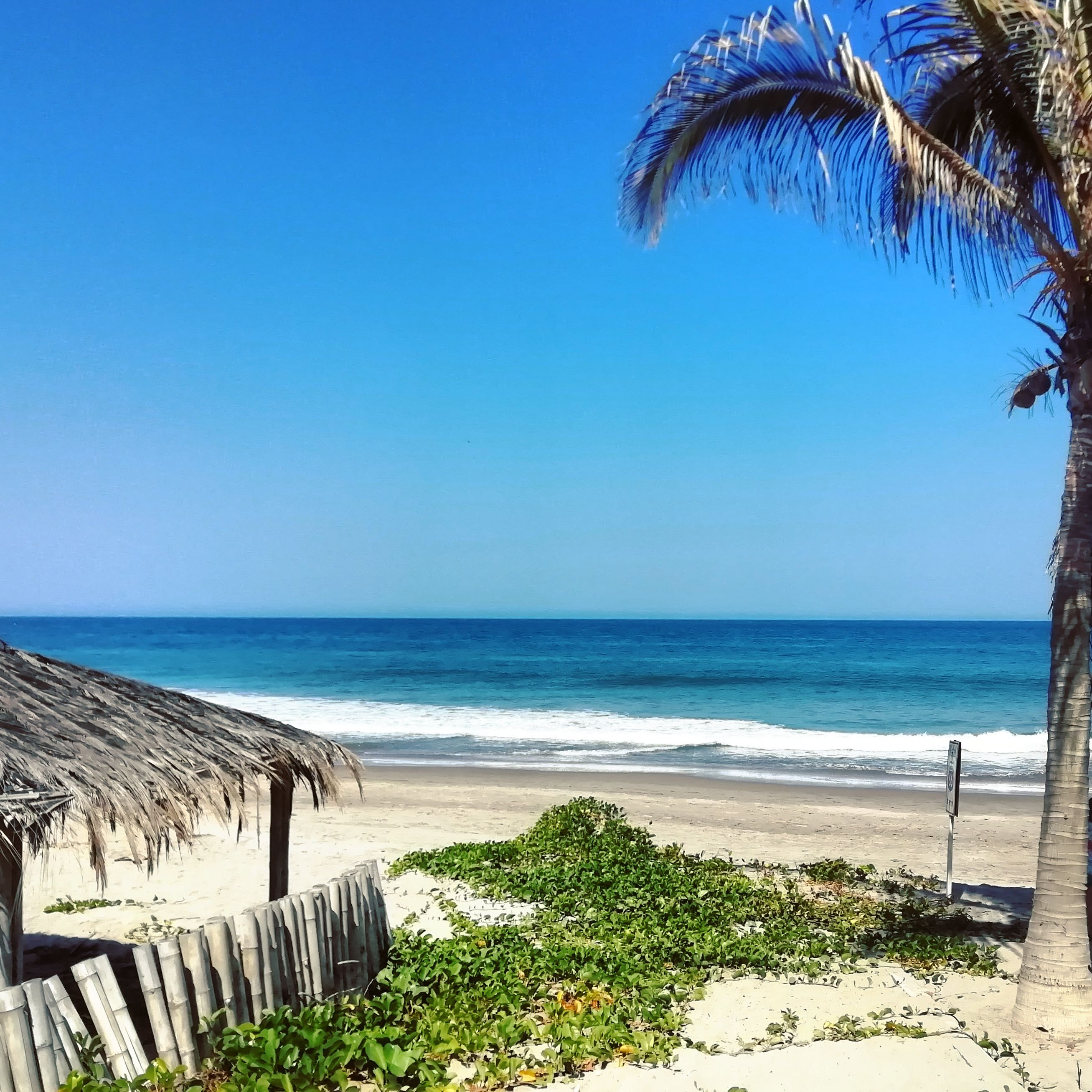
Vichayito, Los Órganos.

El sol es constante en Piura y su cielo azul, donde se funde el alma del desierto y la luz del trópico, lo hacen único en América del Sur.
Sus playas de arenas de color amarillentjo y anaranjado, rodeadas de algarrobos y sabanas tropicales. El mar verdi turquesa, tibio (24 °C promedio) y variado, le han dado fama a Piura a nivel mundial. Playas como Máncora, Los Órganos y Cabo Blanco, esta última donde Alfred Glassell Jr. pescó el marlín negro más grande del mundo en 1953 (1560 libras según la IGFA), son ideales para el surf o la pesca de altura.
Con respecto a la presencia de Ernest Hemingway escribe Nazaret Solís: "Eran las 8 de la mañana del 16 de abril de 1956, cuando el avión Douglas DC-6b de la compañía aérea Panagra procedente de Miami, aterrizó en el aeropuerto de Talara. Llegaba Ernest Hemingway. Aunque permaneció alrededor de treinta y seis días, nunca logró capturar un pez superior al de Glassell. Sin embargo, su presencia quedaría impregnada en la memoria de los lugareños y de los periodistas Manuel Jesús Orbegozo (La Crónica), Jorge Donayre Belaúnde (La Prensa) y Mario Saavedra-Pinón Castillo (El Comercio)". (Artículo publicado en el suplemento SEMANA del diario El Tiempo, domingo 29 de julio de 2007).
Otro atractivo de la ciudad de Piura es la isla Foca que se ubica en la caleta de Paita llamada la Islilla. La isla Foca se ubica a un kilómetro de la orilla aproximadamente, allí se puede encontrar una gran diversidad de aves entre ellas el pingüino de Humboldt; mamíferos como lobos marinos, nutrias, delfines y ballenas jorobadas. Se practican deportes como la pesca y el buceo tanto para profesionales como aficionados, también se brindan paseos en bote alrededor de la isla, un recorrido a pie a través de ella y avistamientos de ballenas en barco. Estas actividades están atrayendo a turistas de todas las partes del mundo.
La tranquila playa de Colán, al centro del departamento, es ideal para el descanso por sus aguas tranquilas de color esmeralda y por la peculiar luminosidad de su noche.
En la misma ciudad de Piura hay lugares de mucho interés, como su Plaza de Armas, las iglesias del Carmen y de San Francisco, auténticas joyas arquitecturales de siglo XVIII, la Casa Museo del almirante Miguel Grau Seminario, Museo de Arte Religioso, Museo y Pinacoteca Municipal, etc.
En la cercana localidad de Catacaos, se admiran y adquieren exquisitos trabajos de orfebrería y artesanía, y se aprovechan potajes de su rica y variada culinaria que es muy conocida por propios y extraños.
La región entera está rodeada de bosques seco-tropicales llenos de fauna silvestre como en la reserva nacional de Cerros de Amotape. Los manglares de Vice en Sechura son los manglares más australes del océano Pacífico de América del Sur y se constituyen únicos en el mundo por su importancia.
También hay espacio para la artesanía tradicional como la filigrana de plata, los sombreros y la artesanía en Catacaos, el singular valle agrícola de Sullana, cubierto de arrozales y cocoteros, junto al río Chira que lo cruza y donde se práctica el esquí acuático.
Más al centro está Morropón, cuna del tondero, en la yunga del departamento. Es conocida como La Guitarra de Piura, famosa por sus carismáticos y jaraneros pobladores como los cowboys piuranos llamados piajenos de sangre gitana, eximos tocadores de tonderos y sus pueblos de raza negra, descendientes de esclavos de origen malgache, que recitan alegremente una especie de décimas llamadas cumananas.
En Chulucanas la cerámica tradicional ha trascendido las fronteras del país. En cuanto a la sierra, Piura tiene a Canchaque y Huancabamba como regiones ideales para el descanso en donde se puede gozar de bellas lagunas medicinales como las Huaringas.
En el puerto de Paita se encuentran casonas de personalidades como Luis Felipe Angell de Lama, Sofocleto; el tenor lírico Luigi Alva ; el prócer Miguel Grau; el poeta chileno Pablo Neruda ; los héroes del Combate de Dos de Mayo, Los Hermanos Cárcamo; la actriz de Hollywood, paiteña y esposa de John Wayne, Pilar Pallete, así como consulados de diferentes países y casas coloniales.

### Arqueología

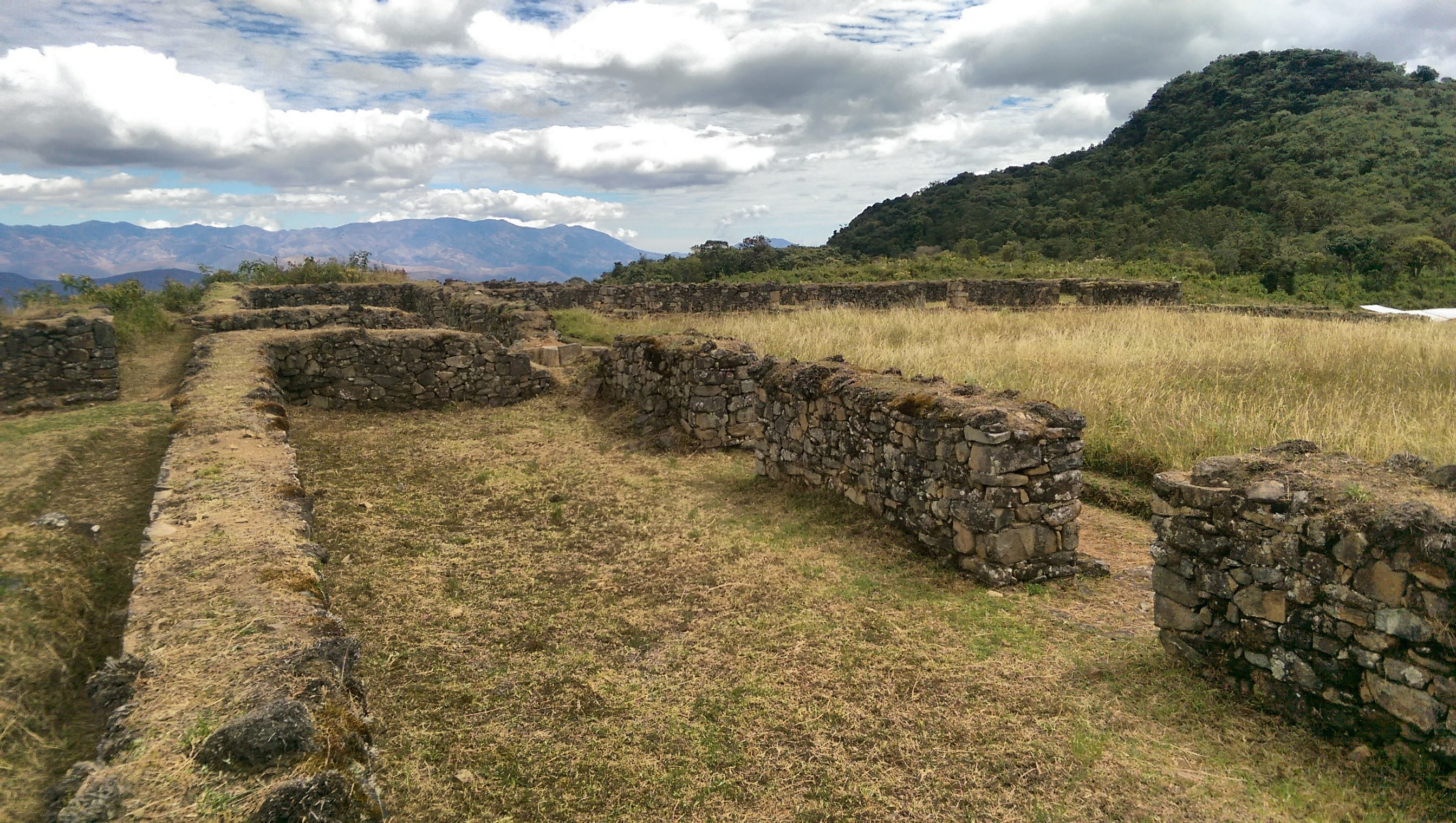
Aypate, Ayabaca.

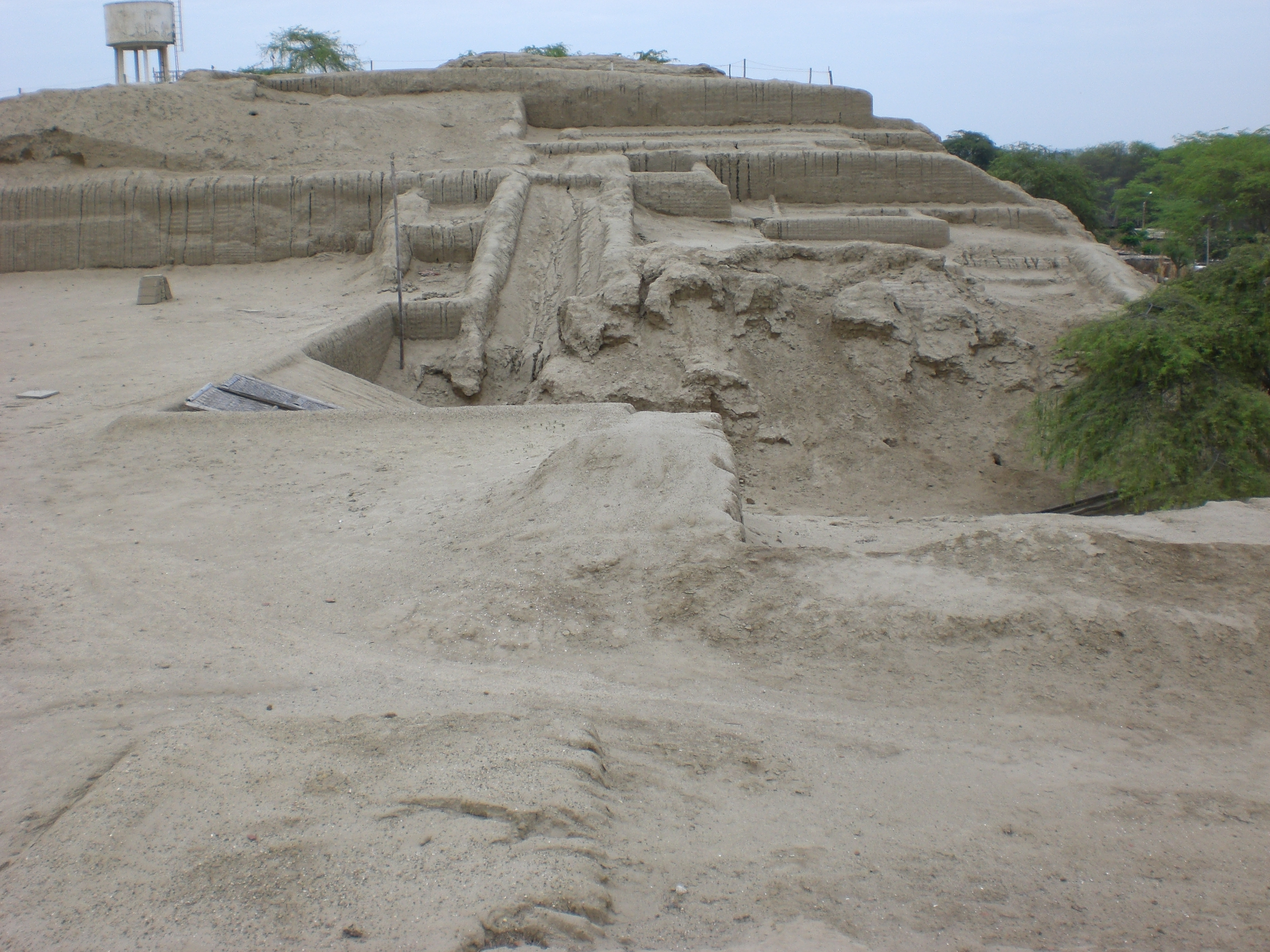
Narihualá, Catacaos.

- Zona arqueológica de Vicus,[19] a 56 km al suroeste de Piura, se desarrolla en esta zona una de las culturas más antiguas de la costa peruana. A 7 km de Chulucanas, cerca al río Ñacara a una altitud 179 m s. n. m., de acuerdo con los trabajos Dr. Guzmán y Casafranca en 1964, perteneció a la cultura del mismo nombre. De este cerro se exhumaron 41 tumbas, de las cuales la mayor parte presentan un patrón funerario del "tipo bota", con medidas aproximadas de 60 a 90 cm de diámetro y de 8 a 12 m de profundidad. En la base de estas tumbas se practica una cavidad lateral que le da forma de bota. Como ofrendas funerarias se encontró piezas de cerámica, cobre y algunas de ellas con revestimiento de oro. Fue declarado Patrimonio Cultural de la Nación con Resolución Directoral N.º 1499-INC del 6 de octubre de 2009.

- Zona arqueológica de Aypate, a 40 km al sureste de Ayabaca, por la perfección y parecido a la piedra empleado en las edificaciones se le conoce como la Machu Picchu del Norte. Fue un centro político religioso y militar bastante importante, cuando el imperio incaico sentó sus dominios en esta región. Aún no tiene vías de acceso a pesar de que se encuentra en proceso de estudio las que están siendo investigadas por Mario Polia, del centro de estudios ligabue de Venecia (Italia).

- Zona arqueológica de Chusis, a 4 km al norte de Sechura, está emplazada sobre una extensa plataforma de origen marino denominado Tablazo de Lobitos. Consta de tres sectores: una zona de defensa, compuesta por una muralla orientada de norte a sur. Abarca aproximadamente 250 m de largo, 2 m de ancho en los extremos y 6 m en la parte central y 1 m de altura, dividiendo la extensa plataforma en dos zonas: una estructura arquitectónica y otra estéril, posiblemente de carácter religioso. Se encontró fragmentaria cerámica utilitaria y de ofrenda, así como restos orgánicos y osamentas de camélidos.2. Se han realizado trabajos en menos de la mitad de su área, original donde se ubica una muralla de piedra en la base y adobe en las paredes, la cual se encuentra bajo tierra.

- Petroglíferos de Santa Rosa de Suyo, está a 101 km de Ayabaca. Son grabados, hechos sobre piedra relacionada con la geografía y los materiales, son estilizaciones de animales y figuras.

- Petroglifos de Samanga está a 63 km de Ayabaca. Son unas trescientas piedras de diferente tamaño esparcidas en la zona fronteriza de Ayabaca, los que los convierte en uno de los complejos de su tipo más grande del país.

- Huaca Narihualá[20] es la capital de la nación Tallán, se encuentra ubicado a sólo 2 km al sureste de Catacaos siguiendo la carretera que conduce al Bajo Piura. Allí podemos encontrar la huaca que fue el centro político administrativo y religioso de los Tallanes, que fueron unos magníficos expositores de una cultura muy especial. Arquitectos por excelencia, construyeron bellos templos y palacios de adobe. Hay un museo de sitio.[21]

## Transporte y medios de comunicación
- Puertos marítimos:

- Paita, que es el segundo en importancia del país
- Talara
- Bayóvar

- Aeropuertos:

- Capitán Guillermo Concha Ibérico - Piura
- Capitán Montes - Talara

## Medios de comunicación
El departamento de Piura, tiene tres medios de comunicación escritos, el Diario el Tiempo, que es el decano; el Diario El Correo con su edición regional y el Diario La Hora de reciente creación. De igual forma cuenta con una red significativa de medios sonoros, donde destaca Radio La Inolvidable y Radio Nova. A nivel de medios electrónicos el más importante es el Diario El Regional de Piura y Radio la Karibeña. En Televisión, se cuenta con producción local, pero bastante limitada por los programas enlatados que viene de Lima, al igual que en todo el Perú.

## Educación
- Colegios públicos y privados:

- Total: 3.558

- Educación inicial: 881
- Educación primaria: 2.125
- Educación secundaria: 552

- Institutos entre los que destacan son:

- Instituto Tecnológico Público Miguel Grau
- Instituto Tecnológico Privado Otto Tonsmann

- Universidades:
  - Universidad Nacional de Piura
  - Universidad de Piura
  - Universidad Nacional de Frontera de Sullana
  - Universidad Privada Antenor Orrego - Filial Piura
  - Universidad César Vallejo - Filial Piura
  - Universidad Tecnológica del Perú - Filial Piura
  - Universidad Católica Sedes Sapientiae - Filial Morropón, Chulucanas

## Iglesias
- Iglesia Catedral de Piura - fundada en 1588, en plena plaza de armas es un icono de la ciudad.
- Iglesia San Francisco - fundada por la orden franciscana.
- Iglesia San Sebastián - fundada en 1911.
- Iglesia María Auxiliadora.
- Iglesia San Lucas de Colán-Ubicada en la provincia de Paita.

## Folclore

### La Cumanana y el Tondero
Piura es la cuna del Tondero y la Cumanana, nacidos en el llamado valle del Alto Piura en la actual provincia de Morropón. Son las expresiones del mestizaje de las razas africana y amerindia, desarrollándose precisamente en una zona donde se encuentra el segundo bolsón más importante del país en población afroamericana, en las ex haciendas que hasta finales del siglo XIX eran trabajadas con mano de obra esclava (la esclavitud fue oficialmente abolida del Perú en 1860 pero en realidad se conservó varias décadas más), y que alguna vez albergó el segundo asiento de San Miguel de Piura durante cuarenta años en el siglo XVI. Es reconfortante comprobar que los jóvenes de ambos sexos cultivan y aman el Tondero, destacando las parejas de bailarines que compiten en los festivales de la localidad de Morropón. Cada cierto tiempo se celebran las fiestas folclóricas que incluye la invitación de pueblos adyacentes como Lambayeque, Sechura, Sullana y Tumbes más al norte, todos como hermanos de sangre; vienen para rendir tributo a este baile y canto, que tiene sus orígenes en africanos que llegaron a trabajar en las haciendas en condición de esclavos, y en la producción de (carbón de algarrobo). Estos cowboys cabalgaban burros que se les conoce localmente como Piajenos (pie ajeno, no soy de aquí). Antaño se viajaba en burro o mula son muy comunes en Catacaos y en todos los campos de la costa piurana.
Trabajadores amerindios compartieron faena y campo junto a los esclavos de raza negra en las afueras de Piura La Vieja, y en toda la provincia de Morropón, donde nació el mestizaje de este ritmo, a la par que el mestizaje racial.
El Tondero se baila en posición de un pavo, con un sombrero de paja y una pañuelo. Una camisa y un pantalón con una faja amarrada a la cintura pues, tal como se deja anotado, sus orígenes son netamente campesinos.

### El cancionero piurano
El departamento de Piura es rico en literatura oral y escrita. Poetas y narradores, académicos o autodidácticas, nutren la cultura regional. Parte de esa riqueza es un surgente cancionero en el que encontramos expresada la filosofía popular, en especial del humor norteño, el reconocimiento y cariño hacia la gente trabajadora, las formas de enamorarse.
Este cancionero desarrolla su propio estilo musical, ligado curiosamente al deje o forma de hablar, como cantando, que caracteriza al hablar cotidiano. Valses, marineras y tonderos, cumananas, coplas, décimas, serranitas son géneros musicales en los que compositores como Adrián Flores Albán, Guillermo Riofrío, Pedro Miguel Arrese, el Mote Ramírez, el Padre Alvarado, Rafael Otero López, han expresado las formas de pensar y sentir de los piuranos, sus preocupaciones y alegrías. Miguel Correa Suárez compuso un vals ya clásico de la música criolla peruana: Nunca me faltes, popularizado por el trío Los Troveros Criollos.
Entre las piezas más conocidas en el Perú y en el extranjero se encuentra el vals Alma, corazón y vida, del sullanero Adrián Flores Albán, quien lo compuso siendo muy joven, cuando estaba enamorado de una ecuatoriana a quien había conocido durante su servicio en el ejército, siendo soldado en un puesto de la frontera. Tiempo después la muchacha le comunicó a Adrián que se casaría con un pretendiente ecuatoriano, hijo de una familia pudiente. Adrián le escribió desde Sullana y le envió una carta con los versos del vals: “como no tengo fortuna, estas tres cosas te ofrezco, alma, corazón y vida y nada más”. Otros de sus grandes temas fueron los valses Prenda adorada, interpretado por Los Troveros Criollos y Como una visión, por Los Dávalos. El inspirado empresario Miguel Ciccia Vásquez dio a Piura el vals ahora considerado su himno: Rosal Viviente.
Guillermo Riofrío, sullanero también, rindió homenaje a su tierra y a las mujeres trabajadoras de los chicheríos o picanterías en el tondero La perla del Chira.
Rafael Otero López, uno de los compositores piuranos más conocidos, y sus Trovadores del Norte ofreció al cancionero criollo un vals que es clásico en la cultura norteña peruana Mis Algarrobos, reconociendo en sus letras el paisaje piurano y el sentimiento hacia tan preciado árbol, que ofrece sombra al caminante y que puede crecer hasta en los arenales más calientes gracias a la forma de su raíz, que hunde muchos metros hasta alcanzar el agua del subsuelo.

### La cumbia y Piura
Otra línea musical que en Piura ha alcanzado un nivel muy importante es la cumbia. Grupos como Armonía 10, Agua Marina de Sechura y Cantaritos de Oro de Bernal son considerados las bandas de los más grandes intérpretes de cumbia del país. Hasta hace aproximadamente 30 años, cuando aún esta industria musical estaba en un periodo de formación, lo único que se escuchaba en cuanto a cumbia era lo que venía de Colombia y Lima, dominando el estilo colombiano durante algún tiempo a los nacientes grupos norteños. Es en este contexto que nació Armonía 10 (con otro nombre) y le dio un giro a lo establecido en aquel entonces, sentando, a través de sus músicos, las bases de lo que hoy conocemos como cumbia norteña, tiempo más tarde, nació Agua Marina, Corazón Serrano, Sensual Karicia, Deleites Andinos y una serie de conjuntos más, que le dieron aún más complejidad a la variante.

### Movimientos musicales
En la actualidad, la escena musical de la región Piura se torna variada e interesante. En el ambiente local se desenvuelven desde hace no más de 15 años géneros tan variados como el punk, el rock y el metal, en los que destacan bandas como Distorsionada Realidad, Extrema Unción, Demonio Tallán, Shokekos, Zuna, 1900, Aura Vampiro y Fósil de Buitre además de bandas nuevas como Rino, Descargue, Zin Destino, Jacinto Ataka, Tordah, Stacatto, Nada Eterno, Necropsia, Sugloxis, Nosqpunk y Dezkalibra2 All Attake, n.o.c.; Uriel Perú; también hay bandas de hip hop, por ejemplo Cartel Norte, La Norte de Paita y Sector 8); bandas de reggae como Irie Sound System y bandas de reguetón como El Imperio y Gran Family.
En la música piurana también está presente la pachanga, el merengue y la salsa, algunas bandas que se dedican a estos géneros musicales son JJ Band y la orquesta Piura Boys, así como también cuenta con una importante Orquesta Sinfónica, la Orquesta Sinfónica Municipal de Piura que denota la gran actividad cultural y artística de la región.

## Gastronomía

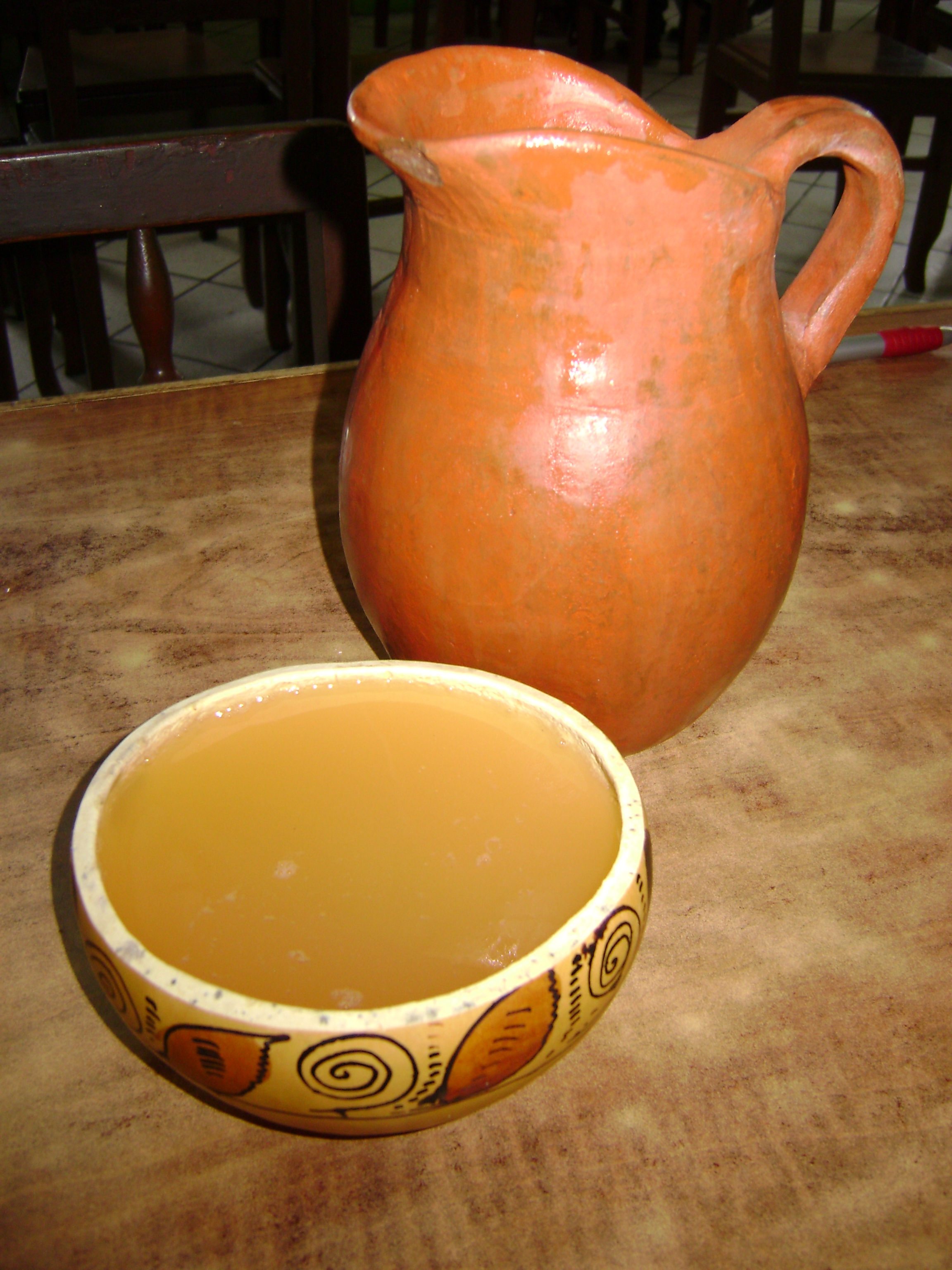
Clarito servido en un recipiente conocido como «poto». Catacaos, Perú.

La riqueza y exquisitez de la gastronomía piurana, parte importante de aquella peruana se explica por la confluencia en ella de diversas prácticas culturales y sus ingentes recursos alimenticios en los que se incluyen los marinos. De un lado se encuentra la tradición piurana se explica por la confluencia en ella de diversas civilizaciones andinas y costeñas precolombinas en conjunción con la española a partir del siglo XVI, y la europea desde mediados del siglo XIX en que Piura recibe gran caudal de inmigrantes ingleses, españoles y alemanes, que ha marcado una serie de platos típicos de la cocina norperuana que aquí en Piura han encontrado una sabrosa expresión local; en segundo término, un desarrollo local basado en el aprovechamiento de algunos ingredientes de amplia difusión local, nativos, como el plátano o el frejol sarandaja, o llegados con la conquista, como la carne de cabra, incorporados ya plenamente a la culinaria y, por lo tanto, por parte de la tradición local, en tercer lugar la no menos tradicional variedad de potajes costeños preparados con los frutos del mar. Se estima que en el litoral piurano, específicamente en la provincia autónoma de Paita se originó el ceviche.
Los turistas llegan atraídos por las hermosas playas del litoral piurano y también buscan ávidamente los restaurantes y fondas populares afamadas para degustar los platos típicos.
En los platos con influencia andina se utilizan ingredientes andinos, como el ají, la yuca, el choclo, la cancha o la papa, y otros que llegaron por la conquista como las carnes de res, cabrito, chancho, pollo o cordero. Otros más fueron llegando posteriormente (arroz, plátano, mango, uva, etc.). En la gastronomía piurana ha cobrado principal mención el plátano, utilizado en sus diferentes presentaciones como chifles, majado, etc. Igualmente el frejol que pose diferentes usos en la comida.
Piura al ser un departamento costeño ha desarrollado una vertiente gastronómica que tiene como sus ingredientes fundamentales pescados, mariscos y crustáceos.
Entre los platos preferidos por los piuranos se encuentran ceviche de mero, ceviche de conchas negras, el de mariscos, el sudado de mariscos, sudado de mero, el arroz con mariscos entre otros.
- Platos y productos típicos

La comida piurana es de las más deliciosas y variadas de la costa. El plato regional es el seco de chavelo, hecho sobre la base de res tierno, hierbas, plátano majado y especies al secado. La carne aliñada cocinada en carbón de algarrobo es popular y por supuesto variedades de cebiches como los hechos basándose en cachema o mero, los elaborados con conchas negras o de conchas blancas también predominan en la costa. Hay siempre un espacio para platos preparados a base de langostino, el majado (de yuca o de plátano) es el fiel acompañante de los Secos, los piqueos a base de carnes de res, de pescado. Otros platos incluyen tipos sudados o jaleas de pescado. En Sullana el pasado por agua caliente es una especialidad.
Los dulces típicos de Piura son los turrones chumbeque, las natillas hechas sobre la base de leche de cabra, las cocadas (infiltradas con dulce de algarroba), el arroz con leche piurano, entre otros.
La chicha de jora que tiene un estilo propio en Piura es la bebida del piqueo preferida o el clarito para acompañar la comida. El cóctel de algarrobina, hecho a base de algarroba, pisco y canela; es preferido durante las fiestas o reuniones nocturnas.

### Algarrobina
El algarrobo es uno de los árboles más abundantes y comunes en la región. De este árbol se puede obtener el fruto de la algarroba. Este fruto contiene proteínas ricas en hierro, y carbohidratos que lo hacen un producto energético.
Este fruto es procesado para obtenerse la algarrobina. Con las algarrobas se prepara un hervido del que se extraen los azúcares naturales. Una vez hervidas, se prensan, y con el extracto resultante se hace un filtrado y se somete después a evaporación para llegar a un resultado final de carácter sólido. Obteniéndose así una algarrobina de buena calidad.
Este producto energizante es utilizado principalmente en la gastronomía, como en la preparación de ciertas bebidas alcohólicas (cócteles) o en la repostería (Mousse de algarrobina) que, además de tener un gran sabor, poseen un valor nutritivo sumamente alto.[cita requerida]